# Хронология вторжения России на Украину (апрель 2023)
Данная статья является частью хронологии широкомасштабного вторжения РФ на Украину и описывает события, произошедшие в апреле 2023 года.

## Апрель

### 2 апреля
В Санкт-Петербурге в баре «Патриот» во время встречи журналиста и блогера Владлена Татарского (Максима Фомина) с читателями произошел взрыв самодельного взрывного устройства, в результате которого Владлен Татарский погиб, еще 42 человека получили ранения различной степени тяжести. Принесшая замаскированное под статуэтку СВУ Дарья Трепова на следующий день была задержана.

### 3 апреля
Евгений Пригожин, возглавляющий ЧВК «Вагнер», заявил о водружении российского флага на административном здании в Бахмуте и о юридическом взятии города. По словам Пригожина, украинские военные сосредоточены на западе города. Украинская сторона заявила о том, что город продолжает контролироваться ВСУ, назвав бои в Бахмуте ожесточёнными.

### 4 апреля
Ночью российская армия атаковала Одессу и Одесскую область иранскими беспилотниками. По данным Украины, было запущено 17 беспилотников, 14 из которых удалось сбить. Сообщается о поражении одного из предприятий, где возник пожар.

### 7 апреля

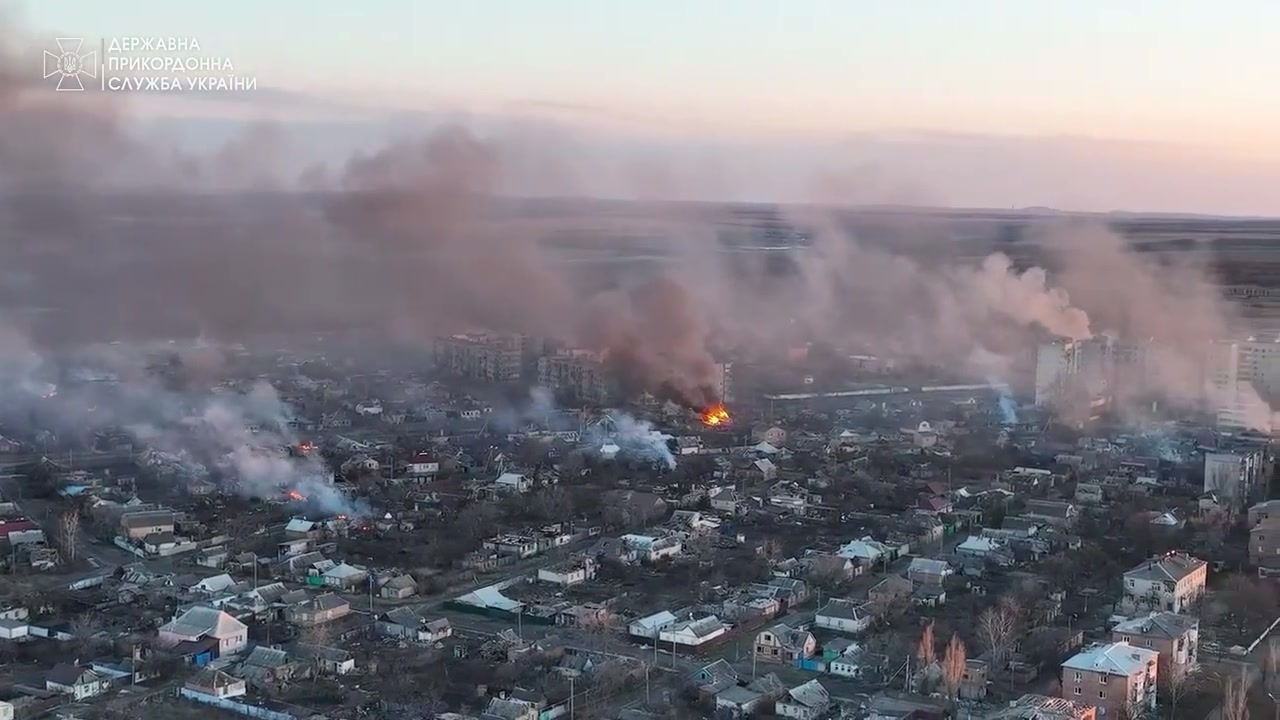
Бои за Бахмут, апрель 2023 года

Британская разведка сообщила о том, что ЧВК «Вагнер» заняла центр Бахмута и форсировала реку Бахмутка. По сообщению Министерства обороны Великобритании, российские силы восстановили темп наступления в городе.

### 10 апреля

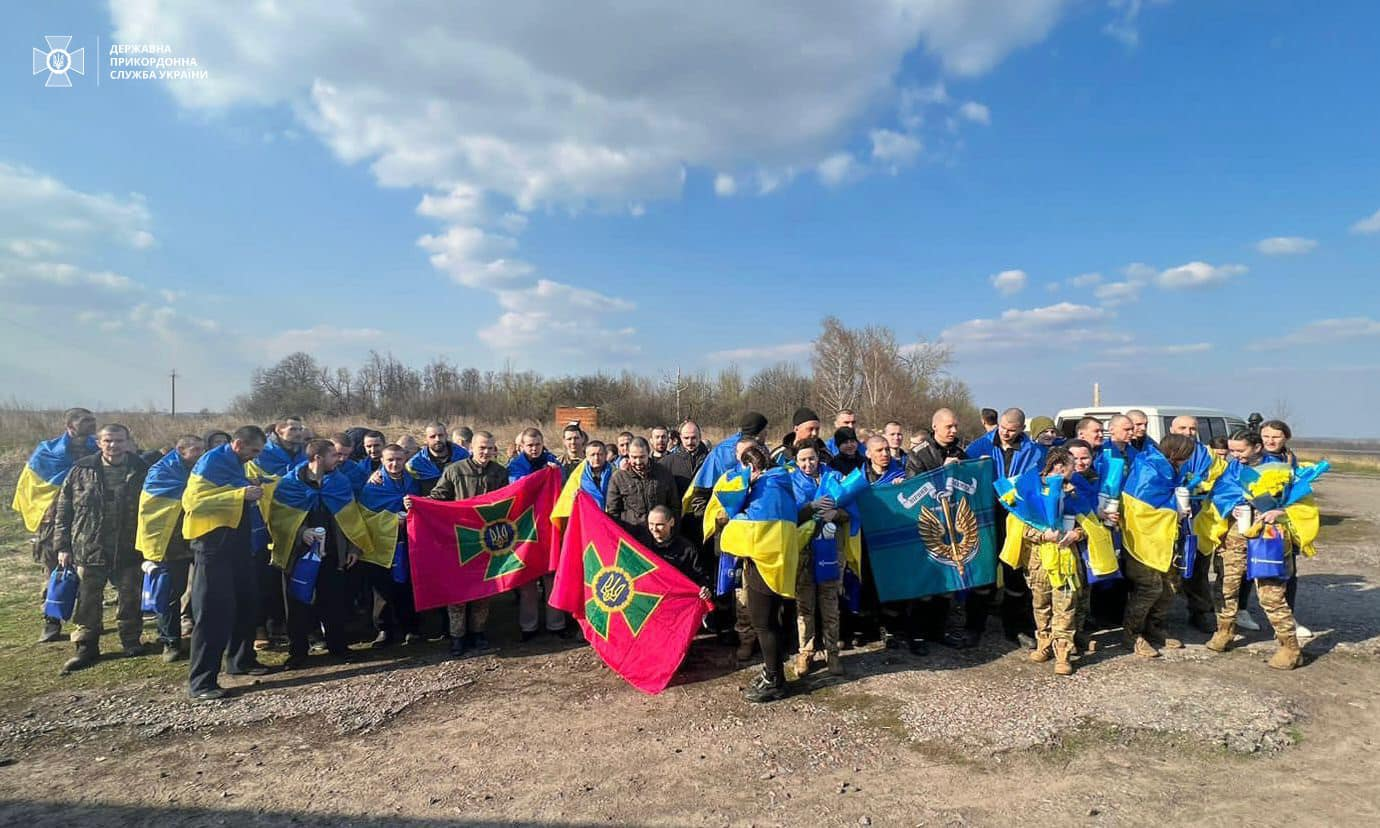
Украинские военнопленные, освобождённые 10 апреля

Россия и Украина провели обмен пленными: 106 российских военнопленных были освобождены в обмен на 100 украинских.
Глава ДНР Денис Пушилин, посетивший Бахмут и опубликовавший кадры из города в своём телеграм-канале, сказал телеканалу «Россия-24», что российские подразделения контролируют около 75 % территории Бахмута, но о падении города пока говорить преждевременно.

### 11 апреля
Глава ЧВК «Вагнер» Евгений Пригожин заявил, что российская сторона контролирует уже более 80 % Бахмута, включая административный центр, промышленные предприятия, администрацию города. По его словам, российские силы продолжают окружение Бахмута.
Была опубликована, а затем стала распространяться через пророссийские источники видеозапись убийства украинского военнопленного, находящегося в сознании, через обезглавливание ножом.

### 14 апреля

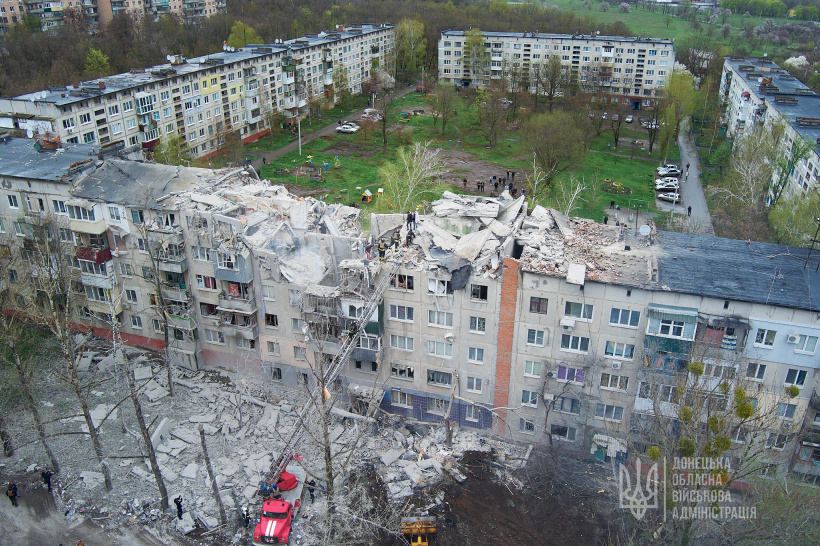
Дом в Славянске после обстрела 14 апреля

Российская армия обстреляла Славянск семью ракетами С-300. Погибли 15 человек, ранены 24.

### 16 апреля
Приуроченный к Пасхе обмен военнопленными. Украинская сторона сообщила о 130 возвращённых украинских пленных.
Российским ракетным ударом разрушена церковь 1906 года в Камышевахе Запорожской области. Также обстреляна церковь, жилые дома и ряд других объектов в Никополе (Днепропетровская область). В Николаевской области от обстрелов пострадали жилые дома, больница и дом культуры в Снигирёвке; погибли два подростка.

### 18 апреля
По сообщению пресс-службы Кремля, президент РФ Владимир Путин посетил командный пункт группировки войск «Днепр» в Херсонской области и штаб национальной гвардии «Восток» в Луганской области. В штабе «Днепра» он принял участие в совещании военного командования, где с докладами выступили командующий ВДВ генерал-полковник Михаил Теплинский и командующий данной группировкой войск генерал-полковник Олег Макаревич. В командном пункте «Востока» Путин заслушал доклады генерал-полковника Александра Лапина и других высших офицеров.

### 23 апреля
23 апреля российская сторона заявила о продвижении в Бахмуте и о занятии двух городских кварталов. Глава ЧВК «Вагнер» Евгений Пригожин заявил, что 80 % города находится под контролем российских войск.
ВРИО главы Херсонской области Владимир Сальдо в своём телеграм-канале опроверг информацию о высадке украинских военнослужащих на восточном берегу Днепра, полученную от американского аналитического центра. По словам чиновника, на восточном берегу Днепра нет ни одного украинского плацдарма.

### 24 апреля
По словам губернатора Севастополя Михаила Развожаева, опубликованным в социальных сетях, Черноморский флот РФ отразил атаку украинских беспилотников. По словам чиновника, один беспилотник был сбит, второй взорвался сам. Данных о повреждениях нет. Были приостановлены пассажирские паромные маршруты.

### 25 апреля

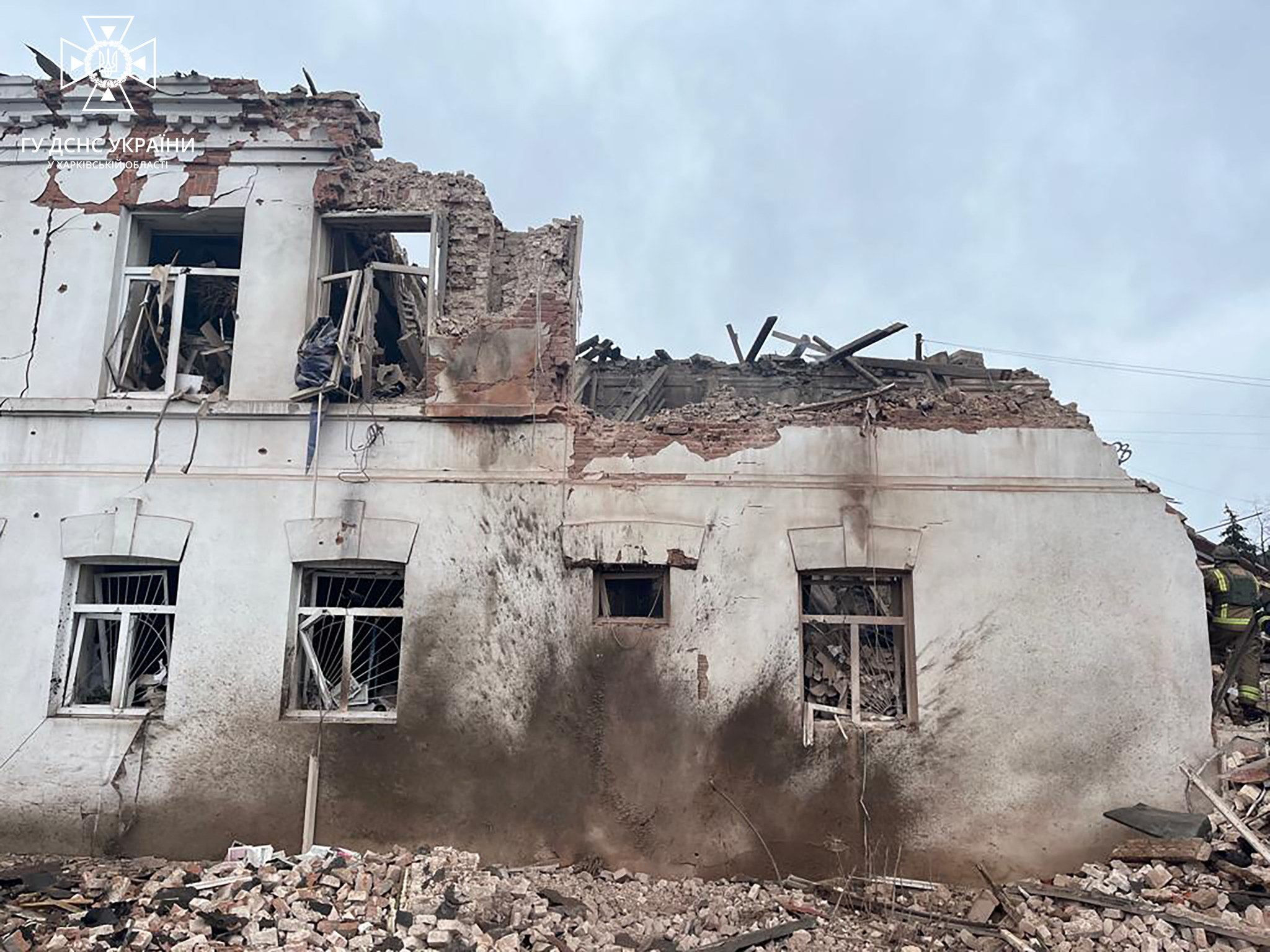
Купянский краеведческий музей Купянска после обстрела

Российским ударом ракетами С-300 разрушен Купянский краеведческий музей, где также находилось городское управление культуры, молодежи и спорта. Погибли два человека, ранены 10.

### 26 апреля
Обмен пленными между Россией и Украиной. Украинская сторона сообщила о возвращении 44 своих людей, российская — 40.

### 27 апреля
Ночью российские корабли выпустили по Николаеву 4 ракеты «Калибр». Повреждены жилые дома и историческое здание судостроительного завода, известное как «Адмиралтейство». Убит один человек, пострадали 23.

### 28 апреля

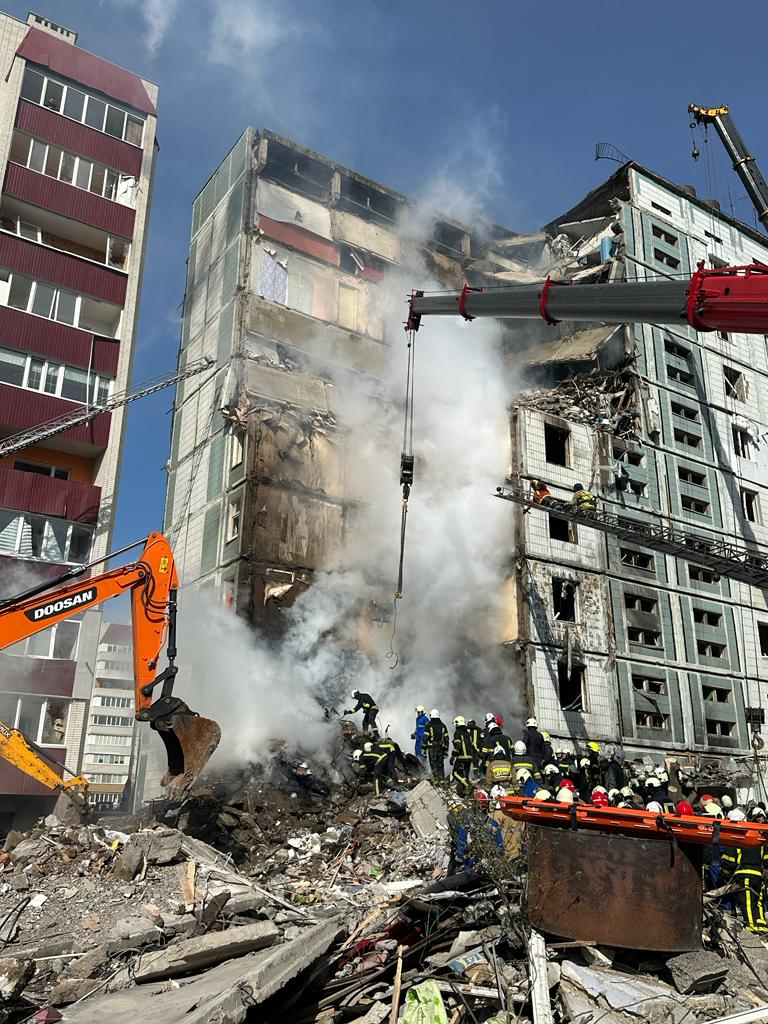
Дом в Умани после обстрела

Ночью российские войска совершили очередной массированный ракетный обстрел Украины. По данным украинской стороны, были выпущены 23 крылатые ракеты, из которых удалось сбить 21, и 2 беспилотника (сбиты оба). 11 ракет и беспилотники сбиты над Киевом. Их обломками в городе повреждены локальная линия электросетей и дорожное покрытие.
В Умани (Черкасская область) повреждены около 10 многоквартирных домов. В одном 9-этажном доме разрушен подъезд, где погибли не менее 23 человек (в том числе 6 детей) и ранены 18. Ещё одна женщина и 3-летний ребёнок погибли в городе Днепр, где разрушен частный дом. В городе Украинка Киевской области от попадания в дом обломков ракеты пострадала девочка. Кроме того, сообщения о взрывах поступали из Кременчуга, Полтавы и Николаева.

### 30 апреля
Губернатор Брянской области Александр Богомаз сообщил о ракетном обстреле посёлка Суземка, находящегося в 9 километрах от границы с Украиной. Погибли 4 человека, ранены двое. Несколько ракет были сбиты ПВО.